# Гарет Саутгејт
Гарет Саутгејт (енгл. Gareth Southgate; 3. септембар 1970) енглески је фудбалски тренер и бивши фудбалер. Доскора је био селектор репрезентације Енглеске.

## Клупска каријера
Каријеру је почео у Кристал паласу на позицији десног бека, те се касније пребацио у везни ред. Касније је постао и капитен тима. У Астон Вили је играо на позицији центархалфа. Са клубом из Бирмингема освојио је Лига куп и успео да се квалификује у Куп УЕФА. За Мидлсбро је потписао уговор 11. јула 2001. године, а након годину дана је постао и капитен екипе.

## Репрезентативна каријера
За репрезентацију Енглеске дебитовао је децембра 1995. године против Португалије. У полуфиналу Европског првенства 1996. промашио је једанаестерац у мечу против Немачке који је Енглеску коштао испадања из такмичења. Саутгејт је наступао 57 пута за своју репрезентацију на којима је постигао два поготка, један против Луксембурга 14. октобра 1998, и један против Јужноафричке Републике, 22. маја 2003. године.

## Тренерска каријера
Саутгејт је постао тренер Мидлсброа у јуну 2006. године након што је Стив Макларен постао тренер репрезентације Енглеске. Прве сезоне је довео Мидлсбро до 12. позиције у Премијер лиги, а највећу победу је остварио против Манчестер Ситија од 8:1. Касније је због лошијих резултата, који су проузроковали испадање клуба у Чемпионшип, добио отказ.
Од 2016. године је на клупи репрезентације Енглеске са којом је учествовао на Светском првенству 2018. где је Енглеска у полуфиналу неочекивано изгубила од Хрватске.